# Полеводство

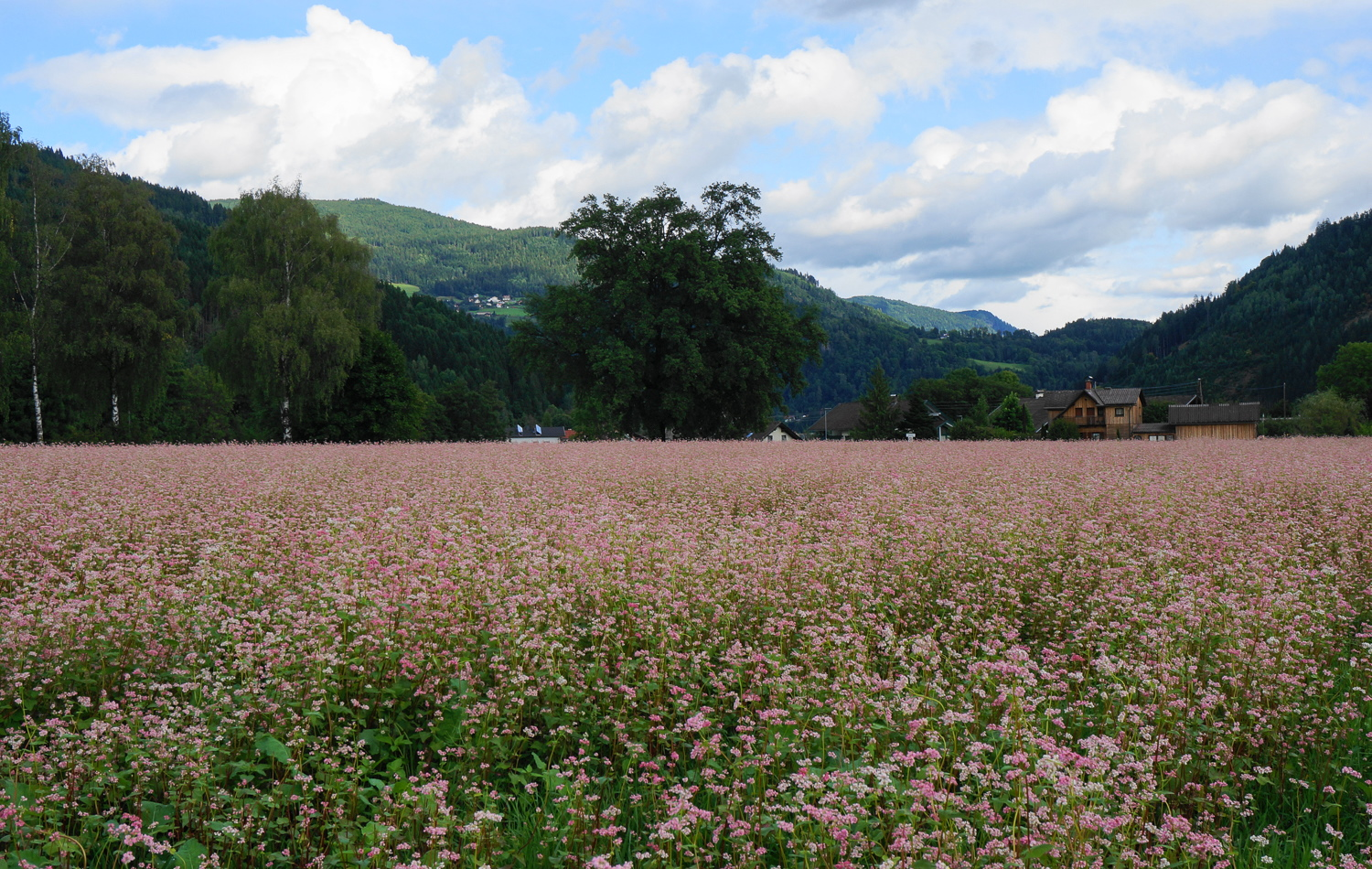
Поле цветущей гречихи

Полево́дство — одна из основных отраслей земледелия (растениеводства), наряду с садоводством, овощеводством, виноградарством и др. Полеводство включает в себя производство полевых сельскохозяйственных культур, преимущественно однолетних, и подразделяется на производство зерновых (зерноводство), производство технических культур (хлопчатник и др.), производство кормовых культур, производство бахчевых и клубнеплодов (картофелеводство и др.). Энциклопедия Брокгауза и Ефрона определяла полеводство как отрасль растениеводства, при которой возделываются различные недолговечные растения на более или менее обширной площади, обрабатываемой по преимуществу помощью упряжной силы.
Исторически, важнейшими полевыми культурами, особенно в Европе, были зерновые — хлебные и зернобобовые, а также лён. В XIX веке широчайшее распространение получил картофель, а также новые сорта технических культур — сахарная свёкла, подсолнечник. Из около 20 тыс. видов возделываемых культурных растений, к наиболее важным полевым культурам относят около 90 видов.
Термин полеводство вошёл в употребление в XIX веке с утверждением и упорядочиванием системы сельскохозяйственных терминов, происходившем в русском языке в середине XIX века в связи с развитием российской агрономии.

## Системы полеводства
Существуют различные системы земледелия и полеводства, отличающиеся циклом оборота полевых культур (такие исторические системы, как двуполье и трехполье и более современные виды многопольных севооборотов), соотношением разных видов выращиваемых полевых культур, дополнительными целями (например, системы полеводства, направленные на восстановление нарушенного естественного плодородия почвы — травополье и др.).
Сам термин «система полеводства» в ходу в русском языке по крайней мере с 1830-х годов. При этом если Энгельгардт понимал «систему полеводства» как полный синоним «системы земледелия», то Людоговский впервые в истории сельскохозяйственной науки выделил систему полеводства из системы земледелия, как ее составную часть; по его мнению севооборот определяет характер только систем полеводства и подчинен только им.
Полеводство, как и земледелие в целом, может быть экстенсивным и интенсивным. Экстенсивное земледелие базируется на постоянном освоении новых целинных земель и особенно присуще раннему историческому периоду, когда землю обрабатывали очень простыми орудиями (палка-копалка, мотыги, соха). В первоначальный, длившийся очень длительное время период мотыжного земледелия, процессы распространения и изменчивости сельскохозяйственных культур протекали относительно медленно. Позже, когда с массовым распространением металлического инструмента появилась возможность расчищать леса и распахивать целинные степи, занимая под поля большие площади, а с развитием мореходства и торговли люди стали путешествовать гораздо чаще и на более дальние расстояния, этот процесс значительно ускорился, одновременно вместе с с/х культурами получили значительное распространение сорные растения. С железного века становится возможным говорить о полеводстве в современном смысле.
Современные системы полевого хозяйства (пропашная система, плодосеменная система и др.) распространяются с развитием капитализма и расцветом Промышленной революции, приводя к переходу от экстенсивного земледелия к интенсивному, к широкому развитию товарного земледелия и увеличению размера хозяйств. При этом была вытеснена такая применявшаяся в крестьянских хозяйствах России и других стран с древнейших времён система полеводства, как трёхполье — чередование пара, яровых и озимых культур. Трёхполье было подвержено колебанию урожаев, но было более простым в применении и требовало меньше средств.
Возможные к применению системы полеводства зависят от климатического пояса и максимально возможной продолжительности вегетационного периода, разные культуры для начала роста требуют разных температур; для культур европейской части России характерные температуры 5-10 °C. Влияние полевых культур на почву, как положительное, так и отрицательное, может изменяться в широких пределах, в зависимости от техники возделывания, длины вегетационного периода, урожайности, и дополнительных факторов; так, положительное влияние многолетних трав уменьшается при недостатке влаги.
Современные системы многопольных севооборотов задействуют от 3 до 12 полей, при этом в полеводстве (и овощеводстве) применяются сборные поля, когда на одном поле выращивают несколько культур, близких по своей агротехнике.

### В России
Согласно исследованию А. В. Чаянова, в конце XIX — начале XX века крестьяне Европейской России на общинных землях применяли следующие системы полеводства: трёхполье, двухполье, пестрополье, переложная и толочная системы, при этом господствующей системой на всех землях Европейской России (за исключением прибалтийских губерний и Новороссии) было трёхполье. Начиная с 80-х годов XIX века, в Центральной России шло распространение многопольных севооборотов, но крестьянские хозяйства и накануне Первой Мировой войны, после аграрных реформ Столыпина, придерживались терхполья, и слабо пользовались искусственными удобрениями; орудием вспашки оставалась соха.

## Отрасли

### Классификации полевых культур
Существуют различные классификации полевых культур по производственным и ботаническим признакам. Так, согласно классификации П. И. Подгорного выделяются четыре основные группы по принципу производства — зерновые (возделываются для получения зерна), технические (возделываются в первую очередь на сырье для промышленности), кормовые (возделываются на корма для животноводства), и группа бахчевых культур (включает культуры продовольственного, кормового и технического назначения).
К группе зерновых культуры относят т. н. типичные хлеба (пшеница, рожь, тритикале, ячмень, овес), просовидные хлеба (кукуруза, просо, сорго, рис, чумиза), зернобобовые (горох, бобы, чечевица, чина, фасоль, нут, лобия, люпин и др.) и прочие зерновые (гречиха и другие незлаковые).
К группе технических культур относят прядильные культуры (лён, хлопок и др.), наряду с масличными (подсолнечник, рапс и др.) и эфирномасличными (лаванда, мята, шалфей и др.), сахароносными (сахарная свекла, сахарный тростник) и крахмалоносными (включая картофель) культурами, а также лекарственными растениями; Среди кормовых культур выделяют выращивание кормовых корнеплодов (кормовая свекла, брюква, турнепс), однолетних и многолетних силосных культур, и многолетних трав (клевер, люцерна).
При классификации по характеру использования главного продукта можно выделить шесть групп — зерновые; корнеплоды, клубнеплоды, бахчевые, кормовая капуста; кормовые культуры; масличные и эфирномасличные; прядильные; и табак и махорка; при совместной классификации по характеру использования и биологическим особенностям можно выделить следующие группы полевых культур: зерновые, зернобобовые, клубнеплоды, корнеплоды, технические и кормовые.

### Зерноводство
Зерноводство является одной из важнейших отраслей в мировом сельском хозяйстве; обеспечение стабильного развития производства зерна считается одной из главных задач, стоящих перед любой страной. Зерновые хлеба имеют важнейшее значение среди полевых культур, так как они дают исторически основной продукт питания в умеренном климате — хлеб, а также другие продукты пищевой промышленности и концентрированные корма; им присуще сочетание высокой питательной ценности, удобства для хранения, высокий коэффициент размножения (отношение убранных семян к посеянным), к тому же сорта зерновых имеют широкую пластичность и способность приспособление к разным климатическим условиям.
Зерновые культуры подразделяются на две основные группы: на хлебные (рожь, пшеница, овёс, просо, ячмень, кукуруза, рис, гречиха и др.) — и на зернобобовые (горох, фасоль, чечевица, люпин, соя).
Разные виды и сорта зерновых культуры, в зависимости от времени посева, делятся на две группы — яровые и озимые.
Озимые культуры, после осеннего посева, прорастают до наступления зимы, а весной продолжают свой жизненный цикл и созревают несколько раньше, чем высеваемые весной яровые. Озимые сорта, как правило, дают более высокий урожай (за счёт использования запасов влаги в почве ранней весной). Однако их можно выращивать только в районах с высоким снежным покровом и мягкими зимами. Кроме того, озимые формы более требовательны к почвам, менее засухоустойчивы и во многих случаях обладают худшими хлебопекарными качествами в сравнении с яровыми. Озимой формой обладают пшеница, рожь, ячмень и тритикале; с применением яровизации принципиально возможен весенний посев озимых культур.

### Картофелеводство
Картофель выращивается для продовольственных, кормовых и промышленных целей; около 2/3 населения Земли потребляет картофель в качестве основного продукта питания. Примерный объём производства картофеля в мире на душу населения составляет 50 кг. Крупнейшими производителями картофеля в мире являются: Китай, Россия, Индия, Украина, США.